# Moon Bin
Moon Bin (hangul: 문빈; Cheongju, Chungcheong del Norte, 26 de enero de 1998-Gangnam-gu, Seúl, 19 de abril de 2023) fue un cantante y actor surcoreano, conocido por haber sido miembro del grupo masculino surcoreano Astro desde 2016 hasta su fallecimiento en 2023.

## Biografía y carrera

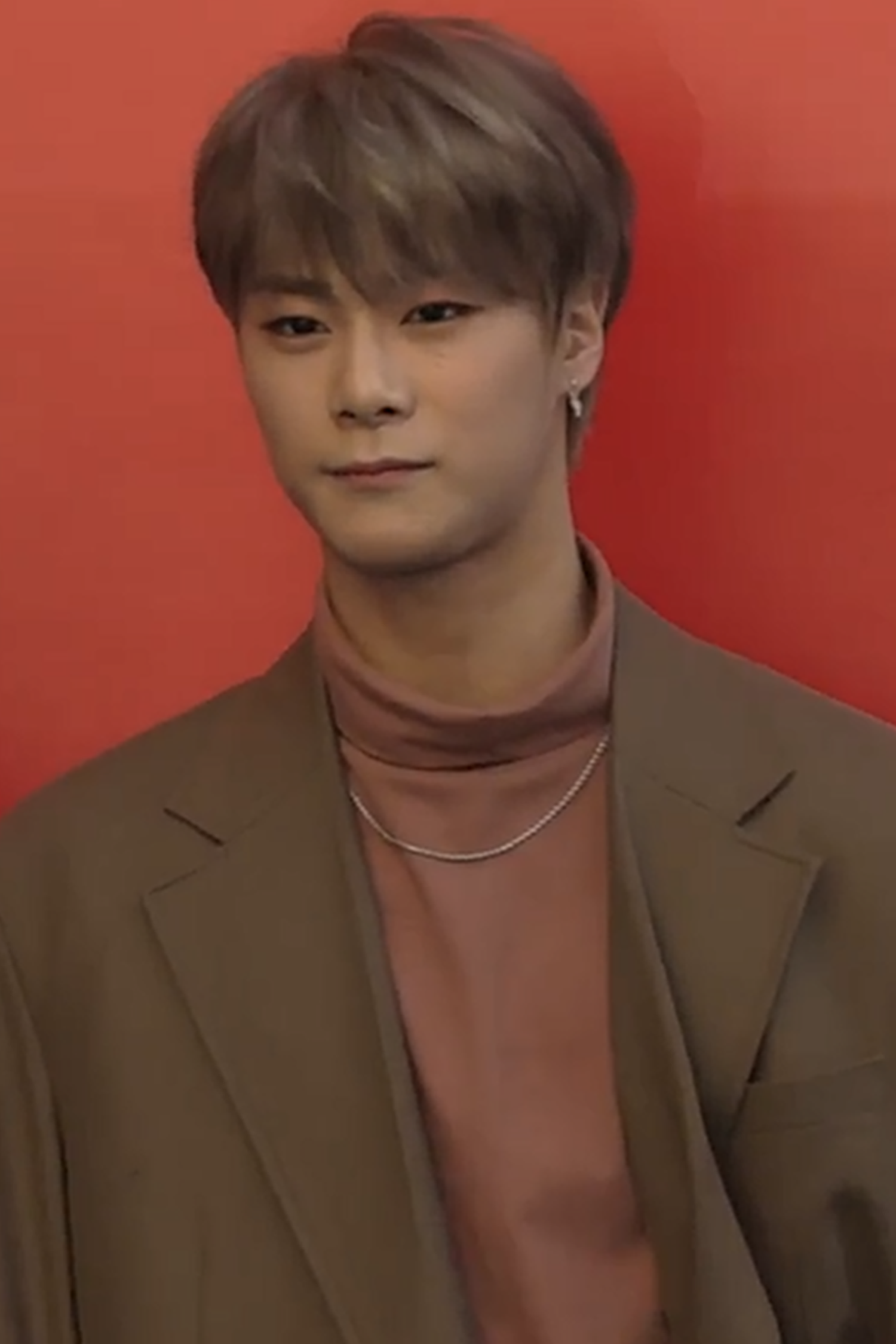
Moon Bin durante la Semana de la Moda S/S Hera, en Seúl, el 19 de octubre de 2018.

Fue aprendiz de Fantagio iTeen (programa de entrenamiento rookie de Fantagio Entertainment; se les conocía como iTeen Boys) durante 7 años. Hizo su debut como actor en 2009, en la serie de televisión coreana Boys Over Flowers. En 2014, comenzó a asistir a la Hanlim Multi Art School, de la cual se graduó en 2016. El 23 de enero de 2015, Fantagio reveló que Moon era conocido como el Rey de los aprendices de iTeen, ya que fue el que más tiempo había pasado como aprendiz entre los miembros de Astro. En agosto, participó junto a los miembros del grupo Astro en la serie web To Be Continued. Los miembros desempeñaron un papel ficticio de ellos mismos junto a Kim Sae-Ron, el miembro de 5urprise Seo Kang-Joon y Hello Venus.
Desde 2016, empezó a formar parte del grupo musical surcoreano Astro junto a MJ, Jinjin, Cha Eun-woo, Rocky y Yoon San-ha. Dentro del grupo tenía el puesto de bailarín, vocalista, actor y rapero ocasional. En enero de ese año, apareció junto a Astro para protagonizar su propio reality show, Astro OK! Ready, que fue emitido en MBC Every1 a las 7PM KST. El grupo también hizo una aparición en el programa de variedades Gold Bell Challenge.
El 12 de noviembre de 2019, Fantagio Music, la agencia del grupo musical Astro, informó a través de un comunicado que Moon se tomaría un descanso debido a problemas de salud, por lo que se vio obligado a detener sus actividades artísticas por un tiempo. En 2020 se reveló que debutaría junto a Yoon San-ha en la primera subunidad de Astro con el álbum «In-Out» y su canción principal «Bad Idea». El 24 de abril, se unió al elenco principal de la serie web Mermaid Prince, donde dio vida a Woo Hyuk hasta la finalización de la serie el 29 de mayo. El 11 de noviembre, se unió al elenco principal de la precuela de la serie web Mermaid Prince: The Mermaid Prince: The Beginning, donde volvió a interpretar a Choi Woo-hyuk.
En «Switch On», el último miniálbum lanzado por Astro en agosto de 2021, se reveló que había participado en la composición de una de las canciones, titulada «Footprint». Asimismo, Moon Bin comentó que no la habría compuesto de no ser por MJ, quien lo alentó a escribir su primera canción.

### Fallecimiento
Moon fue hallado sin vida el 19 de abril de 2023 en su residencia en Gangnam-gu; fue encontrado por su mánager después de no haber asistido a los ensayos. La agencia de noticias surcoreana Yonhap compartió un comunicado emitido por la policía de Seúl, según el cual se estaba investigando la causa de su muerte, y que decía que «parece que [él] se quitó la vida», además de afirmar que estaban evaluando realizar una autopsia para determinar la causa precisa de su muerte. Horas antes del comunicado se anunció que Moon tenía previsto aparecer junto con su compañero de Astro Yoon San-ha como parte del dúo Moonbin & Sanha en el Dream Concert el 27 de mayo en el Estadio Asiad de Busan.
Fantagio emitió una declaración oficial el 21 de abril indicando que Moon sería enterrado al día siguiente, el 22 de abril. Su funeral se llevó a cabo en la sala funeraria del Centro médico Asan en Pungnap-dong, Songpa-gu, Seúl.

## Filmografía

### Dramas
| Año  | Título                            | Personaje              | Canal         | Notas                      |
| ---- | --------------------------------- | ---------------------- | ------------- | -------------------------- |
| 2009 | Boys Over Flowers                 | So Yi-Jeong (de joven) | KBS           |                            |
| 2014 | Forever Young                     | Aprendiz               |               |                            |
| 2015 | To Be Continued                   | Moon Bin               | Naver TV Cast | web-drama                  |
| 2015 | Persevere, Goo Hae Ra             |                        | Mnet          | ep. #1                     |
| 2016 | My Romantic Some Recipe           |                        | Naver TV Cast | ep. #6                     |
| 2017 | Idol Fever                        |                        | Naver TV Cast |                            |
| 2017 | Sweet Revenge                     |                        | Oksusu        |                            |
| 2019 | Moment of Eighteen                | Jung Oh-je             | JTBC          | [ 14 ]                     |
| 2019 | Soul Plate                        | Angel Muriel           |               |                            |
| 2020 | Mermaid Prince                    | Choi Woo-hyuk          | Seezn         | 6 episodios - (serie web)  |
| 2020 | The Mermaid Prince: The Beginning | Choi Woo-hyuk          |               | 10 episodios - (serie web) |

### Reality show
| Año  | Título          | Canal    | Miembro(s) | Nota(s) |
| ---- | --------------- | -------- | ---------- | ------- |
| 2016 | Astro OK! Ready | MBCMusic | Astro      |         |
| 2016 | Astro Project   |          | Astro      |         |

### Programas de variedades
| Año        | Título                                     | Red     | Junto a                                         | Notas                   |
| ---------- | ------------------------------------------ | ------- | ----------------------------------------------- | ----------------------- |
| 2014       | 9AM/PM News - Hallyu Star & Gangnam Style  |         | invitado - junto a Cha Eun-woo, Rocky y Jin Jin |                         |
| 2016       | Star Golden Bell                           | KBS1    | invitado - junto a Astro                        | ep. #800                |
| 2016       | We Got Married                             |         | invitado - junto a Astro                        |                         |
| 2016       | After School Club                          | Arirang | invitado - junto a Astro                        | ep. #202, 219, 240, 291 |
| 2016       | 1vs100                                     | KBS2    | invitado - junto a Cha Eun-woo y MJ             | [ 18 ]                  |
| 2016       | The Immigration                            |         | invitado - junto a Astro                        |                         |
| 2016       | The Imaginarium                            |         | junto a Cha eun-woo                             |                         |
| 2016       | Lipstick Prince                            |         | invitado - junto a Cha Eun-woo                  | ep. #3                  |
| 2016, 2017 | Weekly Idol                                |         | invitado - junto a Astro, KNK y 4teen           | ep. #256, 279, 307      |
| 2017       | Idol Party: Under The Sky Without a Mother |         | invitado - junto a Astro                        | ep. #7                  |
| 2017       | My Little Television                       |         | invitado - junto a Cha Eun-woo y Sanha          | ep. #86-87              |
| 2017       | Idol Show K-Rush                           |         | invitado - junto a Astro                        |                         |
| 2017       | Idol Arcade                                |         | invitado - junto a Astro                        | ep. #2                  |
| 2017       | Idol Men                                   |         | invitado - junto a Astro                        |                         |
| 2017       | Immortal Songs 2                           |         | invitado - junto a Astro                        | ep. #282, 311, 332      |
| 2017       | After School                               |         | invitado - junto a Astro                        | ep. #291                |
| 2018       | Two Yoo Project Sugar Man 2                |         | invitado - junto a Astro                        | ep. #3                  |
| 2021       | Knowing Bros (Ask Us Anything)             | JTBC    | invitado                                        | [ 19 ]                  |

### Anuncios
| Año  | Título    | Notas               |
| ---- | --------- | ------------------- |
| 2009 | Samsung   |                     |
| 2013 | Mr. Pizza | junto a Cha Eun-woo |